# Baorisa floresiana
Baorisa floresiana är en fjärilsart som beskrevs av Behounek, Speidel och Thöny. Baorisa floresiana ingår i släktet Baorisa och familjen nattflyn. Inga underarter finns listade i Catalogue of Life.